# Maksymilian Ciężki

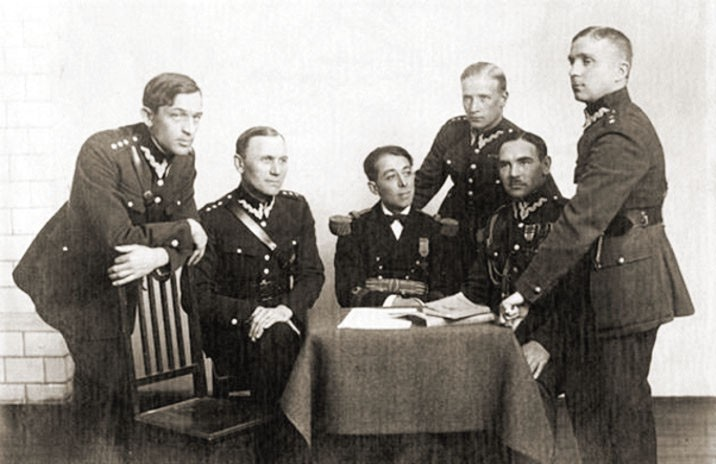
Oficerowie Biura Szyfrów. Od lewej: Jakub Plezia, Jerzy Suryn, Yamawaki Masataka, Paweł Misiurewicz, Franciszek Pokorny, Maksymilian Ciężki. Lata 20. XX w.

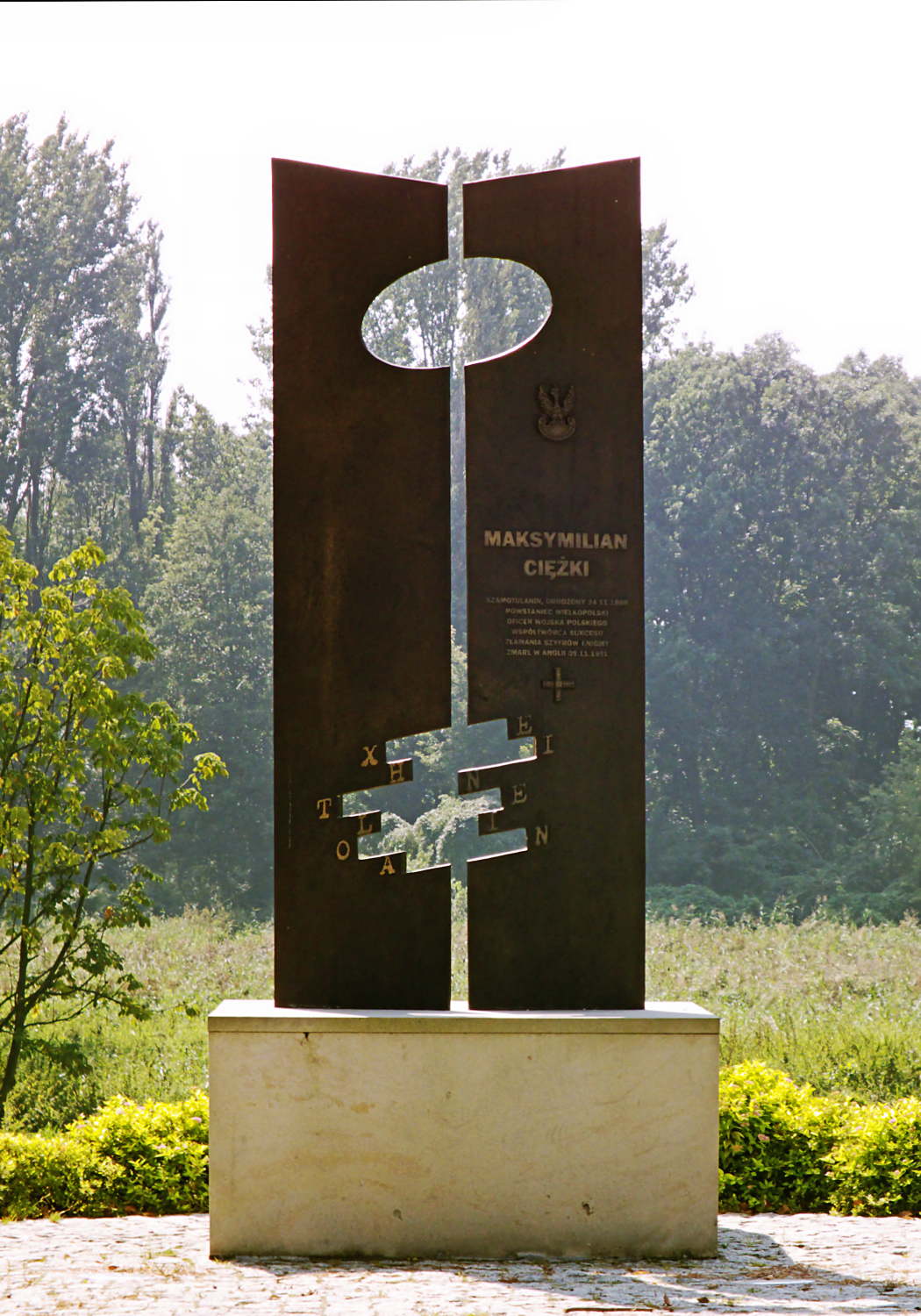
Pomnik Maksymiliana Ciężkiego w Szamotułach autorstwa Arlety Eiben

Maksymilian Ciężki (ur. 24 listopada 1898 w Szamotułach, zm. 9 listopada 1951 w Londynie) – powstaniec wielkopolski, major łączności Wojska Polskiego II RP (podpułkownik Polskich Sił Zbrojnych), jako wykładowca kształcił uczestników prac nad złamaniem szyfrów maszyny szyfrującej Enigma.

## Życiorys
Urodził się w rodzinie Józefa, przedsiębiorcy budowlanego, i Weroniki z Zarzyńskich. Miał trzech braci i pięć sióstr. Uczęszczał do szkoły rolniczej w rodzinnym mieście.
16-letni Maksymilian Ciężki w życie publiczne wkroczył po raz pierwszy w 1914 r, w chwili wybuchu I wojny światowej. W rodzinnym mieście utworzył oddział skautów i stanął na jego czele. Organizacja ta służyła jako „zasłona maskująca” werbunek ochotników do Legionów Polskich. 2 czerwca 1917 roku powołany został do armii niemieckiej i przeszedł drogę „Kaczmarek-Regimentów”, walcząc na froncie francuskim. Od 9 lutego do 19 listopada 1918 roku pełnił służbę w Oddziałach Zapasowych Łączności w Ohrdruf. Przebywając na urlopie zorganizował grupę konspiracyjną, skupującą broń od żołnierzy niemieckich. Przydała się wkrótce po demobilizacji i powrocie do rodzinnych Szamotuł.
Na pierwszy sygnał o wybuchu powstania w Poznaniu, Maksymilian Ciężki uzbroił robotników fabrycznych i na ich czele usunął miejscową administrację niemiecką, zastępując ją Polakami, następnie połączył siły z innym oddziałem powstańczym i w nocy z 30 na 31 grudnia opanował pobliskie Wronki. Ciężka choroba płuc sprawiła, że musiał opuścić służbę liniową.
2 kwietnia 1919 roku, po wyzdrowieniu, ujawnił swoje kwalifikacje wojskowe wstępując do Oddziałów Radio w poznańskiej Cytadeli. W okresie od 30 listopada 1919 roku do 14 marca 1920 roku był słuchaczem Oficerskiej Szkoły Łączności w Zegrzu. Po ukończeniu szkoły przydzielony został do 2 batalionu telegraficznego w Poznaniu. W okresie od 5 stycznia 1921 roku do 23 marca 1923 roku dowodził radiostacją w dowództwie: 6 Armii, 2 Armii, 18 Dywizji Piechoty i Wojska Litwy Środkowej oraz w Centralnej Radiostacji w Warszawie. W 1922 roku zdał maturę w Gimnazjum Stanisława Augusta w Wilnie. 24 marca 1923 roku został przydzielony do Oddziału II Sztabu Generalnego i wyznaczony na stanowisko referenta.
W styczniu 1929 roku, zgodnie z sugestią Sztabu Głównego Wojska Polskiego, profesor Zdzisław Krygowski z Instytutu Matematyki Uniwersytetu Poznańskiego, zorganizował kurs kryptologów, na który skierowano grupę najzdolniejszych studentów, biegle mówiących po niemiecku. Na wykładowców wyznaczono kryptologów cywilnych i wojskowych ze Sztabu Głównego Wojska Polskiego: kpt. Maksymiliana Ciężkiego, mjr. Franciszka Pokornego i inż. Antoniego Pallutha.
Wyróżniającymi się adeptami kryptologii byli trzej młodzi matematycy: Marian Rejewski, Jerzy Różycki i Henryk Zygalski.
Jesienią 1930 r. dla ośmiu studentów, którzy ukończyli kurs z najlepszymi wynikami, utworzono w Poznaniu filię Biura Szyfrów Sztabu Głównego WP. W lecie 1932 r. filia została rozwiązana, a Marian Rejewski, Jerzy Różycki i Henryk Zygalski od dnia 1 września 1932 r. zatrudnieni zostali w Warszawie jako kryptolodzy Biura Szyfrów Sztabu Głównego Wojska Polskiego. Rozpoznanie przez Mariana Rejewskiego tajemnicy Enigmy nastąpiło ostatecznie w grudniu 1932 roku, a praktyczne zastosowanie – z udziałem Henryka Zygalskiego i Jerzego Różyckiego – w styczniu 1933 roku. Odtąd, aż do jesieni 1939 r. polski Sztab Główny i Ministerstwo Spraw Zagranicznych, otrzymywały wielkiej wagi informacje o niemieckich siłach zbrojnych i innych resortach III Rzeszy (ale bez ujawnienia Enigmy jako ich źródła).
19 marca 1937 roku awansował na majora w korpusie oficerów łączności.
W 1946 został pozbawiony polskiego obywatelstwa, które przywrócono mu dopiero po śmierci.
Polskie władze emigracyjne 1 stycznia 1946 roku awansowały go na podpułkownika. Nigdy nie dowiedział się o śmierci swoich dwóch z trzech synów – te informacje żona Maksymiliana utrzymywała przed nim w tajemnicy w obawie o stan jego zdrowia. W 1949 roku przeniósł się z Londynu do Par w Kornwalii. W lokalnej szkole artystycznej uczęszczał na kurs tkactwa. Zmarł 9 listopada 1951 roku w Londynie na nowotwór płuc. Pochowany na cmentarzu Tywardreath.
23 listopada 2008 roku prochy Maksymiliana zostały przewiezione do Szamotuł i ponownie pochowane. Na drugi pogrzeb pułkownika Ciężkiego przyszło wiele osób, w tym najbliższa rodzina. Po uroczystej Mszy Św. pogrzebowej w Szamotulskiej Kolegiacie, został pochowany na cmentarzu parafialnym w Szamotułach, w kwaterze Powstańców Wielkopolskich. W tym samym dniu odbyło się uroczyste odsłonięcie pomnika Maksymiliana Ciężkiego, który znajduje się na skwerze jego imienia.

## Ordery i odznaczenia
- Krzyż Komandorski z Gwiazdą Orderu Odrodzenia Polski (pośmiertnie, 6 lutego 2009)[6]
- Krzyż Niepodległości (25 lipca 1933)[7]
- Złoty Krzyż Zasługi (10 listopada 1938)[8]
- Srebrny Krzyż Zasługi (10 listopada 1928)[9]
- Medal Pamiątkowy za Wojnę 1918–1921
- Medal Dziesięciolecia Odzyskanej Niepodległości

## Upamiętnienie
20 czerwca 2015 r. imię ppłk. Maksymiliana Ciężkiego otrzymała Szkoła Podstawowa w Baborowie, nieopodal rodzinnych Szamotuł. W dniu 14 maja 2021 roku ppłk. Maksymilian Ciężki został patronem Regionalnego Centrum Informatyki Olsztyn.
W 2015 roku Bogusław Wołoszański nakręcił 4-odcinkowy cykl „Sensacje XX wieku – Enigma”.  Postać Maksymiliana Ciężkiego zagrał w nim aktor Michał Czernecki.